# Чортківський навчально-науковий інститут підприємництва і бізнесу ЗУНУ
Чортківський навчально-науковий інститут підприємництва і бізнесу ЗУНУ — віддалений структурний підрозділ Західноукраїнського національного університету, здійснює підготовку бакалаврів, магістрів та інших спеціалістів.
Загальна площа: 13696,2 м². До інфраструктури інституту належить: навчальний корпус із загальною площею 9521,6 м², студентський гуртожиток, бібліотека, читальний зал, їдальня та спортивний комплекс «Економіст» із загальною площею 2400 м².

## Історія
Чортківський навчально-науковий інститут підприємництва і бізнесу був створений з метою покращення навчально-виховного процесу, наближення його до місць проживання студентів та наказу ректора Тернопільської академії народного господарства «Про створення Чортківської філії ТАНГ».
1 вересня 2001 — Чортківську філію Тернопільської академії народного господарства реорганізовано у Чортківський інститут підприємства та бізнесу Тернопільської академії народного господарства без права юридичної особи.
2005 — Чортківський інститут підприємства та бізнесу Тернопільської академії народного господарства перейменували у Чортківський інститут підприємництва і бізнесу Тернопільського державного економічного університету, а згодом у 2006 році — у Чортківський інститут підприємництва і бізнесу Тернопільського національного економічного університету.
Відповідно до рішення Вченої ради Тернопільського національного економічного університету (протокол від 30 жовтня 2013 р. №2) Чортківський інститут підприємництва і бізнесу Тернопільського національного економічного університету з 1 листопада цього ж року було перейменовано у Чортківський навчально-науковий інститут підприємництва і бізнесу Тернопільського національного економічного університету.

## Сучасність
На сьогодні Чортківський навчально-науковий інститут підприємництва і бізнесу є вищим закладом освіти сучасного типу, діяльність якого спрямована на підготовку фахівців відповідних освітньо-кваліфікаційних рівнів за державними замовленнями та договірними зобов’язаннями із спеціальностей: 
- 071 «Облік і оподаткування»
- 072 «Фінанси, банківська справа та страхування»

- 053 «Психологія»
- 015 «Професійна освіта»

Інститут має розвинуту матеріальну базу. Загальна навчальна площа його будівель становить 13696,2 м2. Інфраструктура інституту включає: навчальний корпус (загальна площа 9521,6 м2), студентський гуртожиток, бібліотеку[4], читальний зал, їдальню. Гордістю інститут є спортивний комплекс «Економіст» загальною площею 2400 м2, який збудований за усіма світовими стандартами будівництва. За своїми характеристиками спортивний комплекс немає аналогів у Тернопільській області. Діяльність ЧННІПБ ЗУНУ здійснюється згідно чинного законодавства про вищу освіту та відповідає стандартам вищої школи.
У Чортківському навчально-науковому інституті підприємництва і бізнесу ЗУНУ працюють:
- центр вивчення іноземних мов;
- центр допомоги вступникам;
- центр працевлаштування випускників.

Навчальний процес зорієнтований на ефективний зв'язок теорії з практикою. У розпорядженні студентів сучасна комп'ютерна лабораторія, доступ до мережі Internet, навчально-методичні комплекси дисциплін[5], ресурси електронного репозитарію[6] бібліотеки ім. Л. Каніщенка Західноукраїнського національного університету. Бібліотека інституту постійно поновлюється сучасною економічною літературою та науковими фаховими періодичними виданнями. У ЧННІПБ створено усі умови для навчання та розвитку студентської молоді. У виші діють спортивні секції з різних видів спорту (міні-футбол, волейбол, легка атлетика, настільний тенісу тощо.). Спортивні зали та спортивний комплекс на тисячу місць дозволяють знайти кожному студенту можливості для свого фізичного розвитку та вдосконалення, формування здорової нації. Випускники ЧННІПБ ЗУНУ успішно працюють на різних щаблях управлінської ієрархії: керівниками підприємств, головними бухгалтерами, менеджерами, податковими інспекторами, банкірами, економістами, консультантами, аудиторами. Значна кількість випускників працюють державними службовцями, мають вчені ступені та звання. Чимало випускників займаються підприємницькою діяльністю, мають власну справу.
|  |

## Кадровий склад
- Кульчицька Надія — директор інституту, кандидат економічних наук, доцент;
- Дерманська Людмила — завідувач кафедри, кандидат економічних наук, доцент

### Директори
- Степан Петрович Дем'янчук — 1995—2013,
- Віталій Володимирович Буратинський — 2013—2015,
- Володимир Іванович Возьний[3] — 2015—2017,
- Надія Євстахівна Кульчицька — від 2017 — донині.

## Підрозділи
Кафедра фундаментальних та спеціальних дисциплін створена в 2015 році внаслідок реорганізації ЧННІПБ ЗУНУ (наказ № 256 від 07.05.2015 р.). 
Основні зусилля науково-педагогічного персоналу кафедри спрямовані на забезпечення високоякісної навчально-виховної роботи і підготовки фахівців.
Навчально-виховний процес на кафедрі забезпечують (за контрактом та на умовах сумісництва) 25 кандидатів наук. Викладачі кафедри є досвідченими фахівцями у галузі державних і місцевих фінансів, податкової системи, бюджетного і фінансового менедженту, фінансів суб’єктів господарювання, банківської справи, міжнародної економіки, обліку і аудиту, психології, сфери обслуговування.
Викладачі кафедри виступають рецензентами наукових робіт, навчально-методичних та наукових видань, проводять експертні оцінки навчальних проектів та є членами журі конкурсів, олімпіад та змагань із свого фахового спрямування.
Кафедра фундаментальних та спеціальних дисциплін здійснює підготовку бакалаврів та магістрів за спеціальностями «Фінанси, банківська справа та страхування», «Облік і оподаткування», «Психологія», «Професійна освіта» на денній та заочній формах навчання.
Рівень методичного, матеріально-технічного, наукового, кадрового забезпечення навчального процесу на кафедрі дозволяє здійснювати підготовку фахівців вказаних профілів на належному рівні відповідно до вимог державного стандарту. 
При кафедрі фундаментальних та спеціальних дисциплін створений та успішно функціонує Бізнес-тренінг центр ЧННІПБ, що пропонує підприємцям бізнес-тренінги, майстер-класи та консультативні семінари. Діяльність центру спрямовано на формування практичних навичок фахового спрямування у слухачів, студентів та аспірантів.
Колектив кафедри бере активну участь у проведенні науково-дослідницьких робіт, пов’язаних з актуальними проблемами. Науково-дослідна робота кафедри є невід’ємною складовою науково-дослідної роботи інституту та університету, тому  в даному напрямі здійснюється дослідження  НДР.
Зокрема, в напрямі науково-дослідної роботи кафедри, колектив здійснює комплексне дослідження  проблемних напрямів та зарубіжного досвіду підготовки фахівців-економістів, вивчає стан сучасної економічної діяльності та вплив на неї різних форм суспільної свідомості та пропонує практичні рекомендації щодо вирішення соціально-філософських проблем в напрямі розвитку економіки та освіти.
Членами кафедри підготовлено 90 монографій, 20 навчальних посібників, понад 250 методичних рекомендацій до вивчення дисциплін, більше 700 наукових публікацій у вітчизняних та міжнародних виданнях. У межах підписаних договорів про співпрацю ЗУНУ та низки європейських університетів студенти та працівники кафедри долучаються до реалізації міжнародних проектів, конференцій, семінарів, тренінгів тощо.
Кафедрою підписано угоди про співпрацю, в тому числі щодо проходження практики студентами з Чортківською ДПІ ГУ ДПС у Тернопільській області, Чортківською районною виконавчою дирекцією Тернопільського обласного відділення фонду соціального страхування з тимчасової втрати працездатності , ФОП Лапаном Г. С., брокерською фірмою, Митним постом «Чортків», ДП «Чортківським лісовим господарством», ДП «Чортківським комбінатом хлібопродуктів» Державного агентства резерву України, Перо-пуховою фабрикою «Біллербек Україна»,  ПП «Колобок», ТзОВ «ОС-НОВА».
Якість наукової підготовки студентів підтверджується тим, що вони щорічно стають переможцями й призерами міжнародних, всеукраїнських і регіональних конкурсів студентських наукових робіт, результати яких свідчать про широке коло наукових інтересів студентів. Всебічна діяльність колективу кафедри є важливою ланкою формування молодих спеціалістів у регіоні, сприяє їх активній участі у громадсько-політичному житті країни.

## Відомі випускники
- Бобак Іван (випускник 2006 р.) — начальник МВДСО при Чортківському РВ УМВСУ;
- Бойчук Богдан (випускник 2000 р.) — заступник директора Департаменту агропромислового розвитку Чернівецької області;
- Бугель Юлія (випускник 2004 р.) — к.е.н., доцент кафедри фундаментальних та спеціальних дисциплін ЧННІПБ ЗУНУ;
- Галущак Валентина (випускник 2001 р.) — к.е.н., доцент кафедри фундаментальних та спеціальних дисциплін ЧННІПБ ЗУНУ;
- Галущак Олег (випускник 2001 р.) — начальник відділу молоді та спорту Чортківської райдержадміністрації;
- Гудратян Гурген (випускник 2006 р.) — директор ТзОВ «Гудфорт» ЛТД;
- Гудратян Саак (випускник 2000 р.) — к.е.н., доц., директор Єреванського навчально-наукового інституту ЗУНУ;
- Давидовська Галина (випускник 2001 р.) — к.і.н., доцент кафедри фундаментальних та спеціальних дисциплін ЧННІПБ ЗУНУ;
- Дем'янчук Володимир (випускник 2005 р.) — головний бухгалтер обласного відділення МЕГАБАНК м. Тернополя;
- Дзісяк Ярослав (випускник 2000 р.) — к.і.с., доц., викладач ВСП "Чортківський фаховий коледж економіки та підприємництва ЗУНУ";
- Довбуш Андрій (випускник 2007 р.) — к.е.н., доцент кафедри фундаментальних та спеціальних дисциплін ЧННІПБ ЗУНУ;
- Железняк Наталія (випускник 2007 р.) — к.е.н., викладач кафедри фундаментальних та спеціальних дисциплін ЧННІПБ ЗУНУ;
- Заверуха Володимир (випускник 2005 р.) — начальник ізолятора тимчасового тримання Чортківського відділу поліції;
- Зіньковська Надія (випускник 2011 р.) — провідний спеціаліст у фірмі PICI (США);
- Іонуца Людмила (випускник 2015 р.) — головний бухгалтер ізолятора тимчасового тримання Чортківського відділу поліції;
- Кастранець Борис (випускник 2010 р.) — сільський голова с. Ромашівка Чортківського району;
- Колодрубський Сергій (випускник 2001 р.) — головний бухгалтер ТзОВ "Компанія «Галичина-цукор»;
- Корнак Василь (випускник 2005 р.) — начальник служби у справах дітей Чортківської райдержадміністрації;
- Костишин Наталія (випускник 2002 р.) — к.е.н., доцент кафедри фундаментальних та спеціальних дисциплін ЧННІПБ ЗУНУ;
- Мельник Володимир (випускник 2012 р.) — начальник ізолятора тимчасового тримання Чортківського відділу поліції;
- Мороз Валерій (випускник 2001 р.) — директор ТОВ «РОЯЛ ФЕШН УКРАЇНА»;
- Олійничук Роман (випускник 2004 р.) — к.ю.н., доцент кафедри кримінального права та процесу ЗУНУ;
- Пуцентейло Петро (випускник 2000 р.) — д.е.н., професор кафедри обліку та економіко-правового забезпечення агропромислового бізнесу ЗУНУ;
- Родак Наталія (випускник 2002 р.) — головний економіст ДП «Чортківське лісове господарство»;
- Семанюк Віта (випускник 2000 р.) — д.е.н, професор, професор кафедри обліку і оподаткування, начальник науково-дослідної частини ЗУНУ;
- Федорейко Віталій (випускник 2004 р.) — адміністративний директор підприємства «Біллербек Україна, перопухова фабрика»;
- Хотюк Олександр (випускник 2004 р.) — керівник БППП в м. Чортків, голова депутатської фракції в міській раді, директор РЦП в Тернопільській області, голова ГО «Ініціатива»;
- Хорощак Світлана (випускник 2000 р.) — директор Кредобанку у м. Тернополі;
- Чекаловська Галина (випускник 2003 р.) — к.е.н., старший викладач кафедри фундаментальних та спеціальних дисциплін ЧННІПБ ТНЕУ;
- Царик Віталій (випускник 2003 р.) — директор Чортківського ККП;
- Шаровська Ірина (випускник 2005 р.) — начальник відділення VS Bank в м. Чорткові;
- Яковець Тетяна (випускник 2007 р.) — к.е.н., доцент кафедри фундаментальних та спеціальних дисциплін ЧННІПБ ЗУНУ.